# 2018-as magyar birkózóbajnokság
A 2018-as magyar birkózóbajnokság a száztizenegyedik magyar bajnokság volt. Ettől az évtől férfi kötöttfogásban 55, 60, 63, 67, 72, 77, 82, 87, 97 és 130 kg-ban, férfi szabadfogásban 57, 61, 65, 70, 74, 79, 86, 92, 97 és 125 kg-ban, női szabadfogásban 50, 53, 55, 57, 59, 62, 65, 68, 72 és 76 kg-ban rendeztek bajnokságot. A férfi kötöttfogású bajnokságot március 24-én rendezték meg Miskolcon, az Egyetemi Körcsarnokban, a férfi és a női szabadfogású bajnokságot pedig május 19-én Kecskeméten, a Messzi István Sportcsarnokban.

## Eredmények

### Férfi kötöttfogás
| Versenyszám | Arany                              | Arany | Ezüst                         | Ezüst | Bronz                                                                 | Bronz |
| ----------- | ---------------------------------- | ----- | ----------------------------- | ----- | --------------------------------------------------------------------- | ----- |
| 55 kg       | Kovács Bence Érdi Spartacus        |       | Andrási József Bp. Honvéd     |       | Rácz Richárd Orosházi SpartacusGazdag Krisztián Potisje Magyarkanizsa |       |
| 60 kg       | Török Tamás Ceglédi VSE            |       | Kovács Bence Bp. Honvéd       |       | Ferencz Gábor Vasas SCKecskeméti Krisztián Ceglédi VSE                |       |
| 63 kg       | Torba Erik Bp. Honvéd              |       | Váncza István Ferencvárosi TC |       | Knipli Csongor Dél-Zselic SE                                          |       |
| 67 kg       | Krasznai Máté Bp. Honvéd           |       | Kozák István Ceglédi VSE      |       | Balatoni Bence Monori SE                                              |       |
| 72 kg       | Korpási Bálint BVSC-Ganz-Jászkisér |       | Lévai Tamás Bp. Honvéd        |       | Tompa Miklós Kertvárosi SESzakolczi Zoltán Vasas SC                   |       |
| 77 kg       | Lőrincz Tamás Bp. Honvéd           |       | Tollár Dániel Bp. Honvéd      |       | Kismóni Móric Dorogi NCSzabó Martin Csepeli BC                        |       |
| 82 kg       | Bácsi Péter Ferencvárosi TC        |       | Szabó László Újpesti TE       |       | Ligeti Richárd Haladás VSEKéri Zoltán Erzsébeti SMTK                  |       |
| 87 kg       | Lőrincz Viktor Bp. Honvéd          |       | Szilvássy Erik Pénzügyőr SE   |       | Vitek Dárius Attila Bp. Honvéd                                        |       |
| 97 kg       | Kiss Balázs BVSC-Ganz-Jászkisér    |       | Varga Ádám Újpesti TE         |       | Érsek Róbert Bp. HonvédNémeth Iván Ferencvárosi TC                    |       |
| 130 kg      | Lám Bálint Bp. Honvéd              |       | Majoros Ármin Erzsébeti SMTK  |       | Almási Ferenc Csepeli BCFodor Tamás Vasas SC                          |       |

### Férfi szabadfogás
| Versenyszám | Arany                        | Arany | Ezüst                           | Ezüst | Bronz                                                 | Bronz |
| ----------- | ---------------------------- | ----- | ------------------------------- | ----- | ----------------------------------------------------- | ----- |
| 57 kg       | Farkas Rajmund Kecskeméti TE |       | Rácz Richárd Orosházi Spartacus |       | Juhász Bence Erzsébeti SMTK                           |       |
| 61 kg       | Molnár József Kecskeméti TE  |       | Egyed Balázs Kanizsai BSE       |       | Vilhelm Richárd Újpesti TEKiss Károly Bp. Honvéd      |       |
| 65 kg       | Üveges Csaba Vasas SC        |       | Villim István Ceglédi VSE       |       | Kránitz Adrián Orosházi BETunyogi Zoltán Csepeli BC   |       |
| 70 kg       | Vida Csaba Csepeli BC        |       | Antal Dániel Újpesti TE         |       | Wöller Gergő Vasas SCGulyás Botond Pénzügyőr SE       |       |
| 74 kg       | Gulyás Zsombor Pénzügyőr SE  |       | Sepeczán János Orosházi BE      |       | Szabó Mihály Győri ACBíró Roland Kertvárosi SE        |       |
| 79 kg       | Ligeti Richárd Haladás VSE   |       | Nagy Péter Ceglédi VSE          |       | Mester Milán Erzsébeti SMTKLukács Botond Bp. Honvéd   |       |
| 86 kg       | Hatos Gábor Bp. Honvéd       |       | Nagy Mihály Sziget SC           |       | Szurovszki Patrik Pénzügyőr SE                        |       |
| 92 kg       | Veréb István Haladás VSE     |       | Pataki Sámuel Érdi Spartacus    |       | Tóth Bendegúz Erzsébeti SMTKSzuda Péter Ceglédi VSE   |       |
| 97 kg       | Fodor Tamás Vasas SC         |       | Szabó Mihály Bp. Honvéd         |       | Szmik Attila Bp. HonvédTóth Rafael Sziget SC          |       |
| 125 kg      | Ligeti Dániel Haladás VSE    |       | Nagy Mihály Sziget SC           |       | Borsos Bálint Bajai BCEgervári László Soltvadkerti TE |       |

### Női szabadfogás
| Versenyszám | Arany                           | Arany | Ezüst                              | Ezüst | Bronz                                 | Bronz |
| ----------- | ------------------------------- | ----- | ---------------------------------- | ----- | ------------------------------------- | ----- |
| 50 kg       | Köteles Alexandra Vasas SC      |       | Réczi Bianka Tatabányai SC         |       | Kiss Krisztina Kaposvári SI           |       |
| 53 kg       | Dénes Mercédesz Érdi Spartacus  |       | Váncza Ivett Újpesti TE            |       | Gáspár Tünde Kecskeméti TE            |       |
| 55 kg       | Vilhelm Viktória Újpesti TE     |       | Faragó Nikolett KSE Földes         |       | Lemák Diána Érdi Spartacus            |       |
| 57 kg       | Galambos Ramóna Pécsi EAC       |       | Szekér Szimonetta Bp. Honvéd       |       | Kis Eszter Tatabányai SC              |       |
| 59 kg       | Barka Emese Csepeli BC          |       | Dollák Tamara Újpesti TE           |       | Varga Dorottya Büki BC                |       |
| 62 kg       | Sastin Marianna Vasas SC        |       | Bognár Erika Kecskeméti TE         |       | Szabó Eliána Vasas SC                 |       |
| 65 kg       | Sleisz Gabriella Erzsébeti SMTK |       | Németh Anna Esztergomi BSE         |       | Felhő Viktória Kiskunhalasi BC        |       |
| 68 kg       | Vanessa Wilson Vasas SC         |       | Szabó Franciska Sziget SC          |       | Reinis Vivien Borostyán Dél-Zselic SE |       |
| 72 kg       | Elekes Tünde Emese Vasas SC     |       | Szmolka Nikoletta Renáta Pécsi EAC |       | Farkas Mercédesz Mária Esztergomi BSE |       |
| 76 kg       | Aszódi Rita Újpesti TE          |       | Száraz Vivien J-Ász SE             |       | –                                     |       |